# Håbo kommun
59°34′N 17°31′Ø / 59.567°N 17.517°Ø
Håbo kommune ligger  i landskapet Uppland i den sydvestlige del af det svenske län Uppsala län. Kommunens administrationcenter  ligger i byen Bålsta, ca. 50 km nordvest for Stockholm. Kommunen ligger ved nordsiden af søen  Mälaren, og E18 passerer gennem kommunen.
I kommunen ligger Skoklosters slot, der er et af Sveriges førende barokmuseer, og Lasse Åbergs Åbergs museum viser Disney-samleobjekter.

## Byer
Håbo kommune har seks byer.
Indbyggere pr. 31. december 2005.
| #  | By                | Indbyggere |
| -- | ----------------- | ---------- |
| 1. | Bålsta            | 13.430     |
| 2. | Slottsskogen      | 1.431      |
| 3. | Råby              | 879        |
| 4. | Söderskogen       | 363        |
| 5. | Krägga            | 238        |
| 6. | Häggeby och Vreta | 219        |

## Eksterne kilder og henvisninger
- Wikimedia Commons har flere filer relateret til Håbo kommun
- ”Kommunarealer den 1. januar 2012” (Excel). Statistiska centralbyrån.
- ”Folkmängd i riket, län och kommuner 30 juni 2012”. Statistiska centralbyrån.